# Маломихайловка (Синельниковский район)
Маломиха́йловка (укр. Маломихайлівка) — село,
Маломихайловский сельский совет, Синельниковский (ранее Покровский) район,
Днепропетровская область,
Украина.
Код КОАТУУ — 1224286701. Население по переписи 2001 года составляло 3036 человек.
Является административным центром Маломихайловского сельского совета, в который, кроме того, входит село
Яблоновка и ликвидированное село Межи.

## Географическое положение
Село Маломихайловка находится в 6 км от правого берега реки Каменка,
примыкает к пгт Просяная и селу Маяк.
По селу протекает пересыхающий ручей с запрудами, вдоль которого оно вытянуто на 9 км.
Рядом проходят автомобильная дорога Т-0427 и
железная дорога, станция Просяная в 1-м км.

## История
- 1877 год — дата основания как село Веселое.
- 1953 год — переименовано в село Маломихайловка.

## Экономика
- ООО «Украина».

## Объекты социальной сферы
- Школа.
- Детский сад.
- Амбулатория.
- Фельдшерско-акушерский пункт.
- Дом культуры.

## Известные люди
- В селе родился Герой Советского Союза Иван Клещ.

## Достопримечательности
- Братская могила советских воинов.
- Свято-успенский храм